# サージカル・スティール
『サージカル・スティール』（原題： Surgical Steel）は、イギリスのエクストリーム・メタルバンド、カーカスが2013年に発表した作品である。

## 概要
1996年の『スワンソング』以来、解散・再結成を経て17年振りに発表された復活作で、ドラムにダニエル・ウィルディングを迎えてからの第1作目となる。
ブックレットのアーティスト写真にはベン・アッシュも写っているが、今作の完成後に加入したためレコーディングには参加していない。

## 収録曲
| 全作詞: ジェフ・ウォーカー、全作曲: ビル・スティアー、ウォーカー、ダニエル・ウィルディング。 |                                                                         |                    |                                                         |      |
| #                                                                                            | タイトル                                                                | 作詞               | 作曲・編曲                                              | 時間 |
| 1.                                                                                           | 「1985」                                                                | ジェフ・ウォーカー | ビル・スティアー 、ウォーカー、ダニエル・ウィルディング | 1:15 |
| 2.                                                                                           | 「スラッシャー食肉処理場 - Thrasher's Abattoir」                        | ジェフ・ウォーカー | ビル・スティアー 、ウォーカー、ダニエル・ウィルディング | 1:50 |
| 3.                                                                                           | 「バラバラ死体梱包運搬システム - Cadaver Pouch Conveyor System」        | ジェフ・ウォーカー | ビル・スティアー 、ウォーカー、ダニエル・ウィルディング | 4:02 |
| 4.                                                                                           | 「血塊 - A Congealed Clot of Blood」                                    | ジェフ・ウォーカー | ビル・スティアー 、ウォーカー、ダニエル・ウィルディング | 4:13 |
| 5.                                                                                           | 「血みどろエプロン - The Master Butcher's Apron」                       | ジェフ・ウォーカー | ビル・スティアー 、ウォーカー、ダニエル・ウィルディング | 4:00 |
| 6.                                                                                           | 「死のサイクル - Noncompliance to ASTM F899-12 Standard」               | ジェフ・ウォーカー | ビル・スティアー 、ウォーカー、ダニエル・ウィルディング | 6:06 |
| 7.                                                                                           | 「ぶつぶつ悪魔の製粉所 - The Granulating Dark Satanic Mills」           | ジェフ・ウォーカー | ビル・スティアー 、ウォーカー、ダニエル・ウィルディング | 4:10 |
| 8.                                                                                           | 「人間消費不適格 - Unfit for Human Consumption」                        | ジェフ・ウォーカー | ビル・スティアー 、ウォーカー、ダニエル・ウィルディング | 4:24 |
| 9.                                                                                           | 「サージカル・スティール 316L式 - 316L Grade Surgical Steel」           | ジェフ・ウォーカー | ビル・スティアー 、ウォーカー、ダニエル・ウィルディング | 5:16 |
| 10.                                                                                          | 「監禁ネジネジ銃 - Captive Bolt Pistol」                                | ジェフ・ウォーカー | ビル・スティアー 、ウォーカー、ダニエル・ウィルディング | 3:16 |
| 11.                                                                                          | 「処刑の丘 - Mount of Execution」                                       | ジェフ・ウォーカー | ビル・スティアー 、ウォーカー、ダニエル・ウィルディング | 8:20 |
| 12.                                                                                          | 「亡霊装置 - A Wraith in the Apparatus」(日本盤ボーナス・トラック)      | ジェフ・ウォーカー | ビル・スティアー 、ウォーカー、ダニエル・ウィルディング | 3:30 |
| 13.                                                                                          | 「恐怖の養鶏場 - Intensive Battery Brooding」(日本盤ボーナス・トラック) | ジェフ・ウォーカー | ビル・スティアー 、ウォーカー、ダニエル・ウィルディング | 4:46 |
| 合計時間:                                                                                    | 合計時間:                                                               | 55:22              |                                                         |      |

## 演奏
- ビル・スティアー - ギター
- ジェフ・ウォーカー - ベース、ボーカル
- ダニエル・ウィルディング - ドラムス